# Sonia Orbuch
Sonia Shainwald Orbuch (geborene Sarah Shainwald, geb. 24. Mai 1925 in Luboml, Polen (heute Ukraine); gest. 30. September 2018 in Corte Madera, Vereinigte Staaten) war eine polnisch-jüdisch-amerikanische Holocaust-Pädagogin. Während des Zweiten Weltkriegs war sie eine jüdische Widerstandskämpferin in Ostpolen.
Während des Zweiten Weltkriegs versteckte sich Orbuch mit ihrer Familie in den Wäldern Polens. Sie schloss sich einer Gruppe sowjetischer Partisanen an, die sie für den Fall ihrer Gefangennahme in Sonia umbenannte, und half im Kampf gegen die Deutschen. Nach dem Krieg kehrte sie nach Hause zurück, wo sie ihren zukünftigen Ehemann kennenlernte. Nachdem sie in einem Flüchtlingslager in Deutschland eine Tochter bekommen hatte, wanderte die Familie schließlich in die Vereinigten Staaten aus.
Den Rest ihres Lebens verbrachte sie damit, sich öffentlich zu engagieren und über ihre Erfahrungen zu sprechen. 2009 veröffentlichte sie ihre Autobiografie Here, There Are No Sarahs: A Woman’s Courageous Fight Against the Nazis and Her Bittersweet Fulfillment of the American Dream.

## Jugend
Sarah Shainwald wuchs in Luboml auf, einer Stadt etwa 320 km südlich von Warschau, die damals zu Polen und heute zur Ukraine gehört und in der die jüdische Bevölkerung überwog.

## Zweiter Weltkrieg
Der Zweite Weltkrieg brach 1939 aus, als sie 14 Jahre alt war. Der Molotow-Ribbentrop-Pakt teilte Polen zwischen Deutschland und der Sowjetunion auf und ihre Heimatstadt kam unter sowjetische Kontrolle. Zwei Jahre später zwang das Unternehmen Barbarossa die Juden von Luboml in ein jüdisches Ghetto. Achttausend Juden und Jüdinnen waren davon betroffen und mussten sich selbst verteidigen, fliehen oder sich verstecken. Da sie sich aufgrund ihres Geschlechts nicht der Partisanengruppe ihres Bruders anschließen konnte, versteckte sich Sarah im Winter 1942 bis 1943 mit ihren Eltern und ihrem Onkel im Wald, wo sie ständig unterwegs war und Hunger, Kälte und Läuse hatte.
Im Austausch für die Ortskenntnisse ihres Onkels akzeptierten die sowjetischen Partisanen sie und nannten Sarah in Sonia um, damit es russischer klingt. Sie lebten in einem Waldlager und beteiligten sich an Sabotage- und Widerstandsaktionen der Partisanen. 1944 wurde sie zur Roten Armee eingezogen. Während einer Zeit, in der sich die Familie versteckt hielt, starb ihre Mutter an Typhus. Sie kümmerte sich um die Verwundeten, obwohl sie keine medizinische Vorbildung hatte.

## Nachkriegszeit
Im Mai 1945, am Ende des Krieges, war sie zurück in Luboml und arbeitete in einem Postamt. Im selben Jahr heiratete sie den ehemaligen polnischen Kavallerieoffizier Isaak Orbuch, den sie kurz nach dem Krieg in Chelm kennengelernt hatte. Von den ursprünglich 8000 meist jüdischen Einwohnern ihrer Stadt überlebten nur 50. Nach dem Umzug in ein Flüchtlingslager in Zeilsheim bei Frankfurt, wo sie ihre Tochter zur Welt brachte, zog die Familie im Februar 1949 nach New York, wo Orbuch ihren Sohn Paul zur Welt brachte. Anschließend zog sie mit ihrer Familie nach Nordkalifornien.
Sie erzählte in ihren öffentlichen Vorträgen von ihren Erfahrungen und veröffentlichte 2009 ihre Autobiografie Here, There Are No Sarahs: A Woman’s Courageous Fight Against the Nazis and Her Bittersweet Fulfillment of the American Dream, die sie gemeinsam mit Fred Rosenbaum verfasst hatte.
Bevor sie starb, dachte Orbuch über das Ausmaß des jüdischen Widerstands nach: „War es für alle möglich, zu kämpfen und in den Wald zu gelangen und zu überleben, nein, das war es nicht. Mein Bruder hat nicht überlebt, mein Onkel hat nicht überlebt“, aber trotzdem hatte sie das Gefühl, dass „jeder Mensch im Ghetto auf seine Weise gekämpft hat“.
Als Orbuch 2018 in Kalifornien starb, kamen Nachrufe auf sie aus der ganzen Welt, unter anderem aus den Vereinigten Staaten, Asien und Europa.

## Veröffentlichungen
- Sania Orbuch, Fred Rosenbaum: Here, There Are No Sarahs: A Woman's Courageous Fight Against the Nazis and Her Bittersweet Fulfillment of the American Dream. Gatekeeper Press, Columbus 2009, ISBN 978-1-57143-130-1 (englisch).